# Букраний

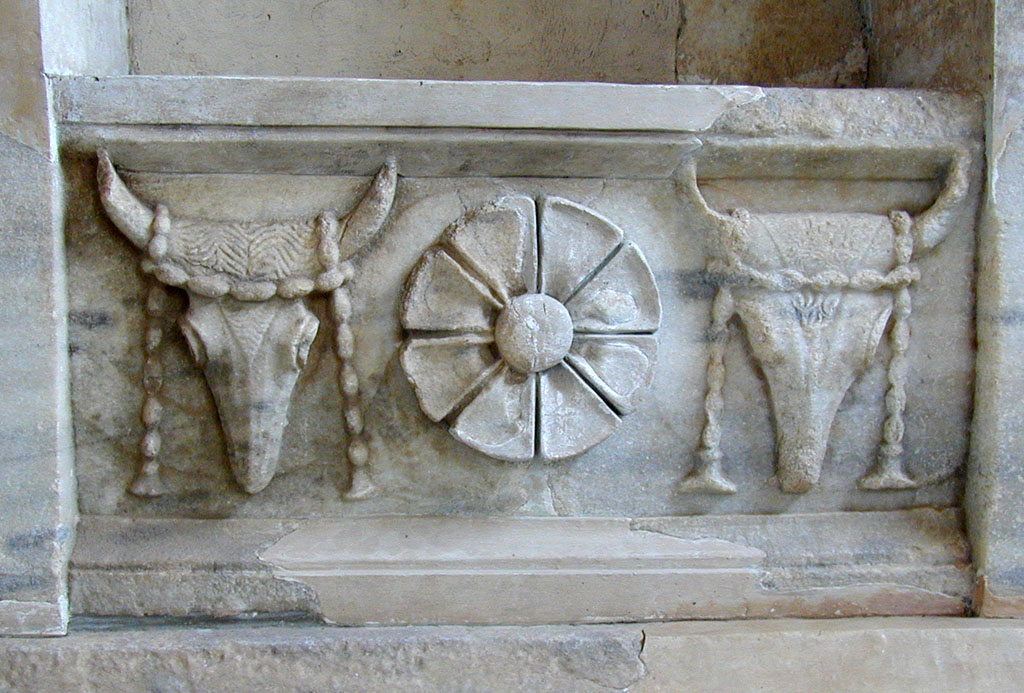
Рельеф Ротонды Арсинои на о. Самофракия. Деталь

Букра́ний, множественное число — букра́нии (др.-греч. βουκράνιον — череп быка) — декоративный мотив и элемент орнамента, получивший наибольшее распространение в греко-римском искусстве с III в. до н. э.. Близкий мотив, имеющий похожее значение: череп козла (др.-греч. αἰγικράνιον, лат. аegicranium).

## Происхождение
Большинство исследователей связывает происхождение этого мотива с древнейшими культами, имевшими место на острове Крит в эпоху крито-микенского периода эгейской цивилизации (начало 3—2 тыс. до н. э.), а именно жертвоприношений быка. Об этом косвенно свидетельствуют многие произведения искусства, в том числе знаменитая роспись из Кносского дворца на Крите «Игры с быком» (ок. 1500 года до н. э.). Однако есть основания предполагать, что в культуру Древней Греции архаического и классического периодов этот мотив был привнесён из доисторической эпохи иных регионов. Подтверждением служат артефакты, найденные при археологических раскопках на территории древней Анатолии, Ирака, или Древней Месопотамии, в частности изображения головы быка на керамических сосудах из Тель-Халафа эпохи бронзы. Быка почитали в качестве солнечного (солярного) знака и олицетворения царской власти. В форме бычьей головы с рогами изготавливали ритуальные сосуды — ритоны. Черепа быков выставляли на дверях домов в качестве оберега, а обрядовые маски дополняли настоящими бычьими рогами.

## Распространение
В Древней Греции мотивом букрания оформляли мраморные и бронзовые жертвенники и алтари. С III в. до н. э. в архитектуре, чаще на метопах фризов храмов дорического ордера, также появлялись букрании, а в римскую эпоху орнаментом букраниев, чередующихся с розетками, изображениями гирлянд и жертвенных сосудов, оформляли антаблементы, фризы и даже подиумы храмов. Наиболее известны: букрании фриза храма Портуна, Алтаря Мира, храма Веспасиана и Тита в Риме.
Букраний стал классическим мотивом в эпоху итальянского Возрождения, в оформлении интерьеров, в декоративных росписях, рельефах, деталях мебели стилей классицизма, барокко, ампира, а также неоклассицизма, неоренессанса XVIII—XIX веков и неоклассицизма начала XX столетия.

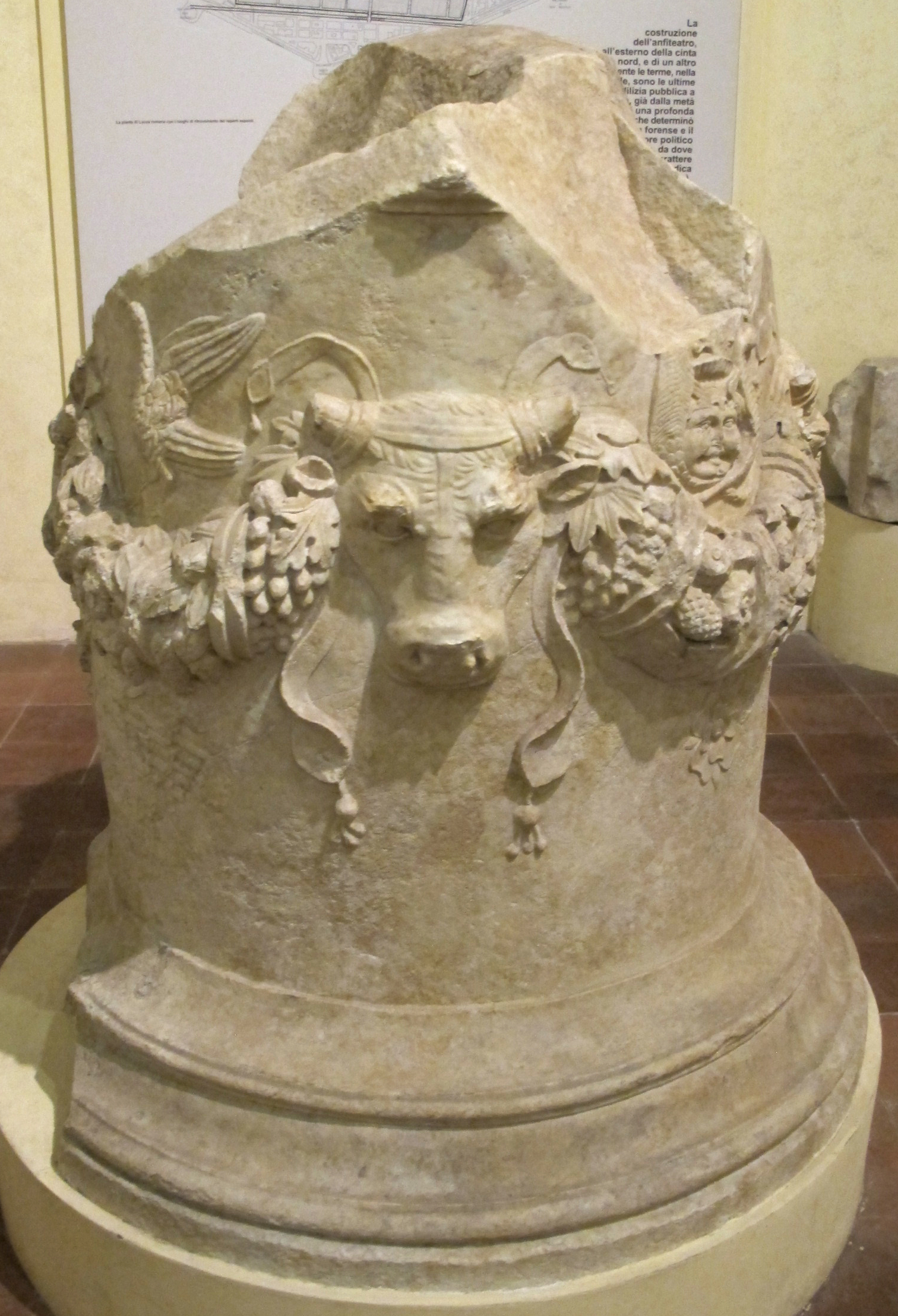
Фрагмент алтаря. 30 г. до н. э. Лукка, Национальный музей виллы Джуниджи
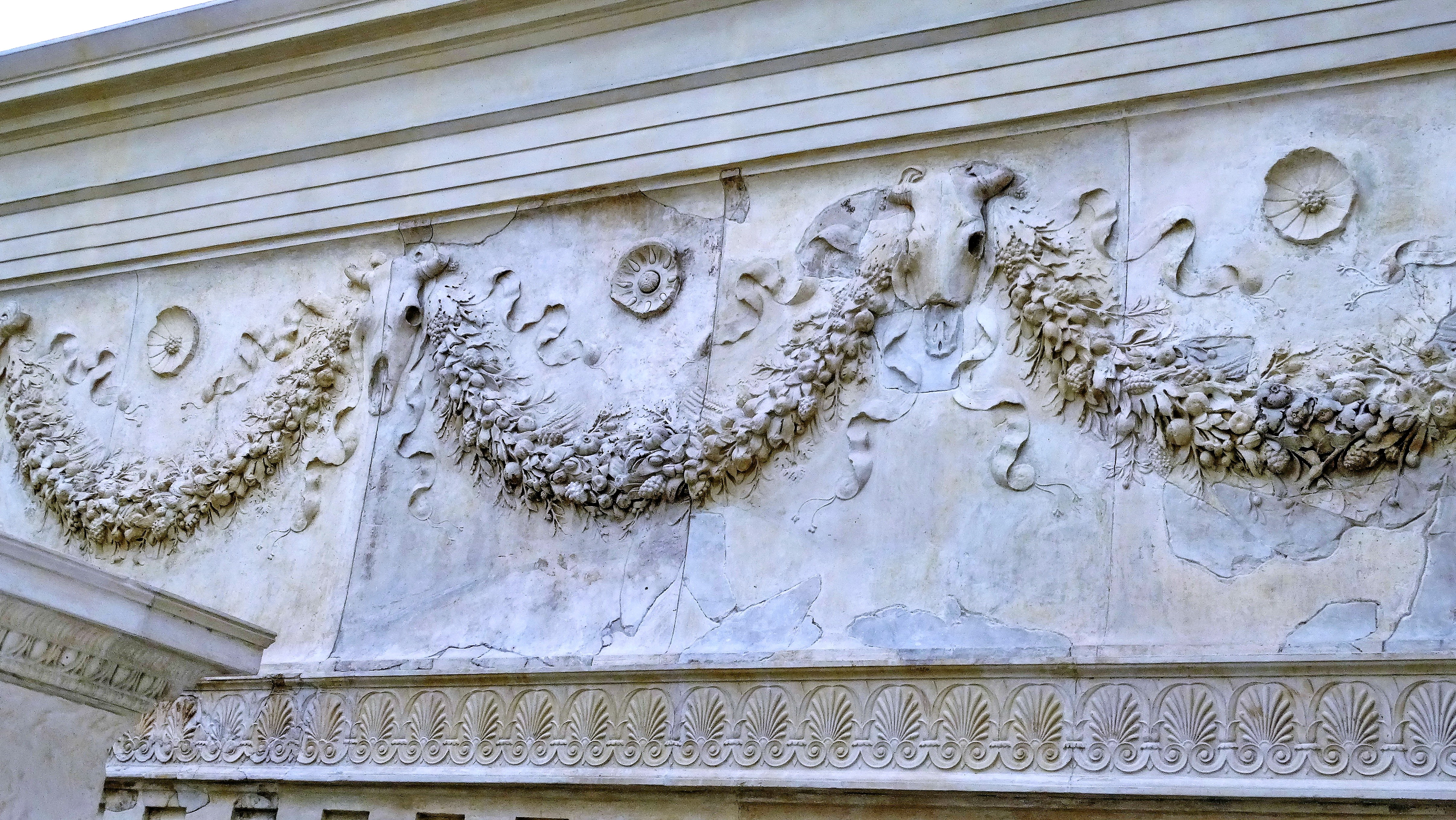
Алтарь Мира Августа в Риме. Деталь внутреннего фриза. 13—9 гг. до н. э.
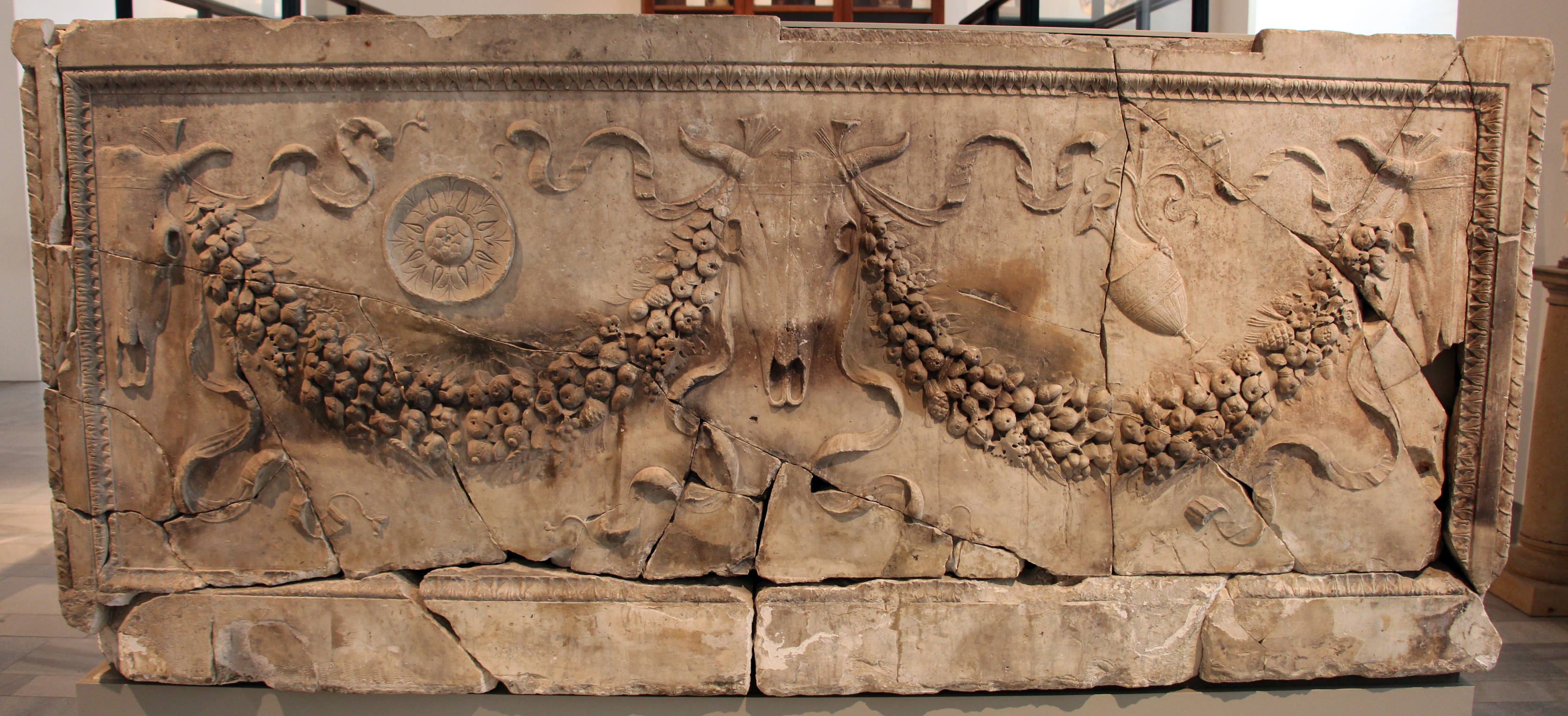
Саркофаг Каффарелли. Деталь. Ок. 40 г. до н. э. Берлин, Старый музей
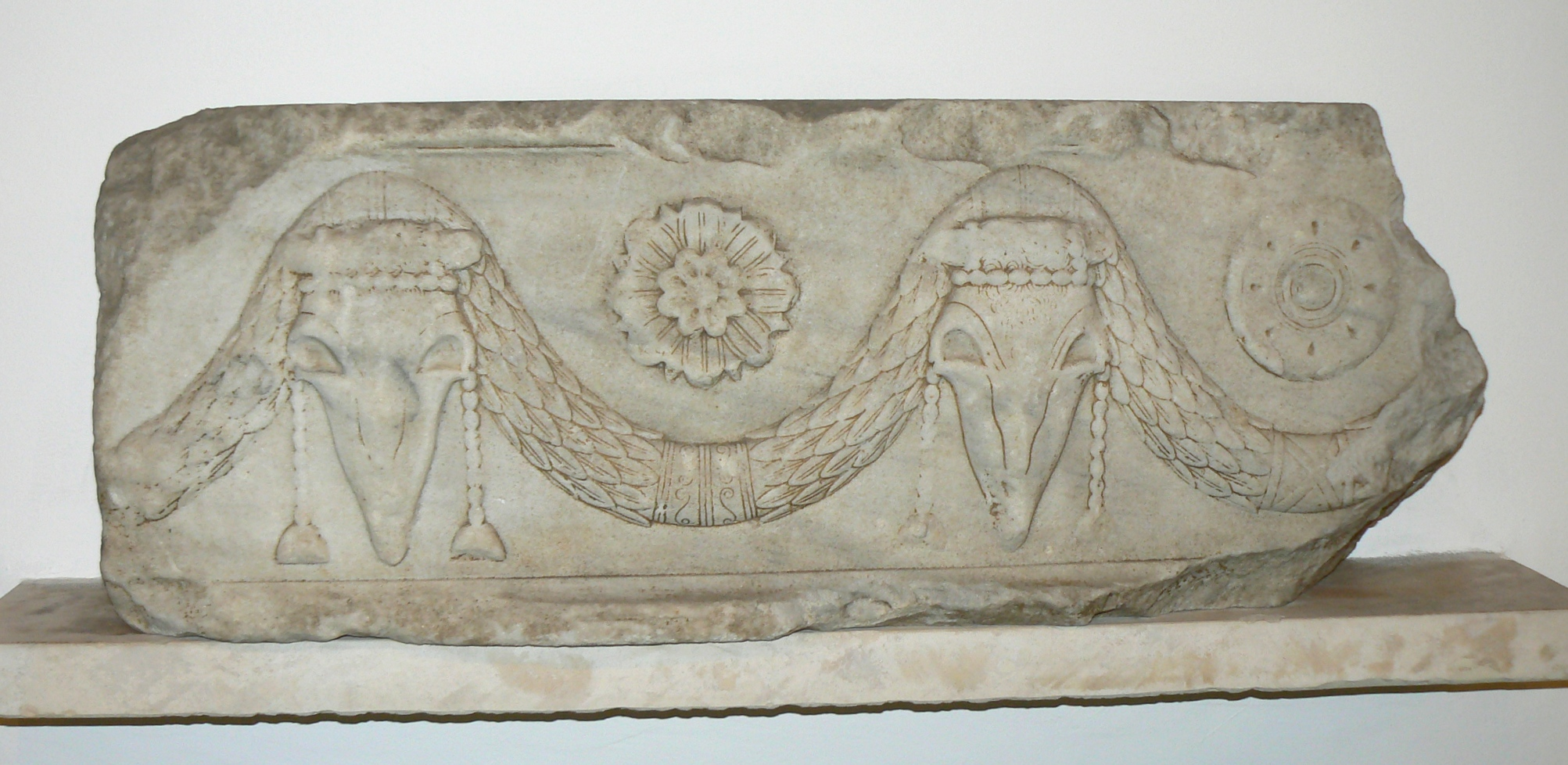
Архитрав с букраниями. III—II век до н. э. Бургас, Археологический музей
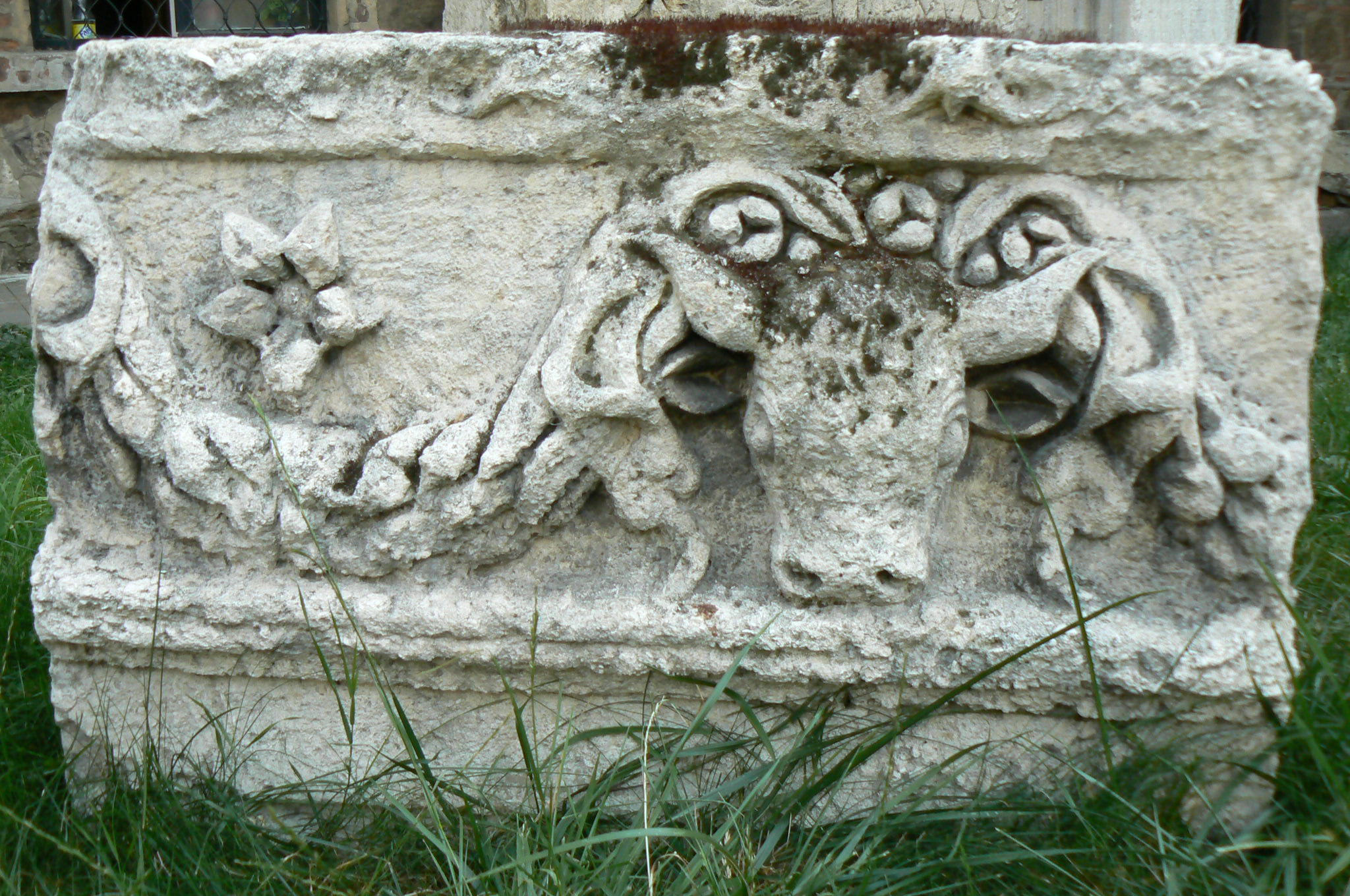
Фриз с букраниями. София, Национальный археологический музей
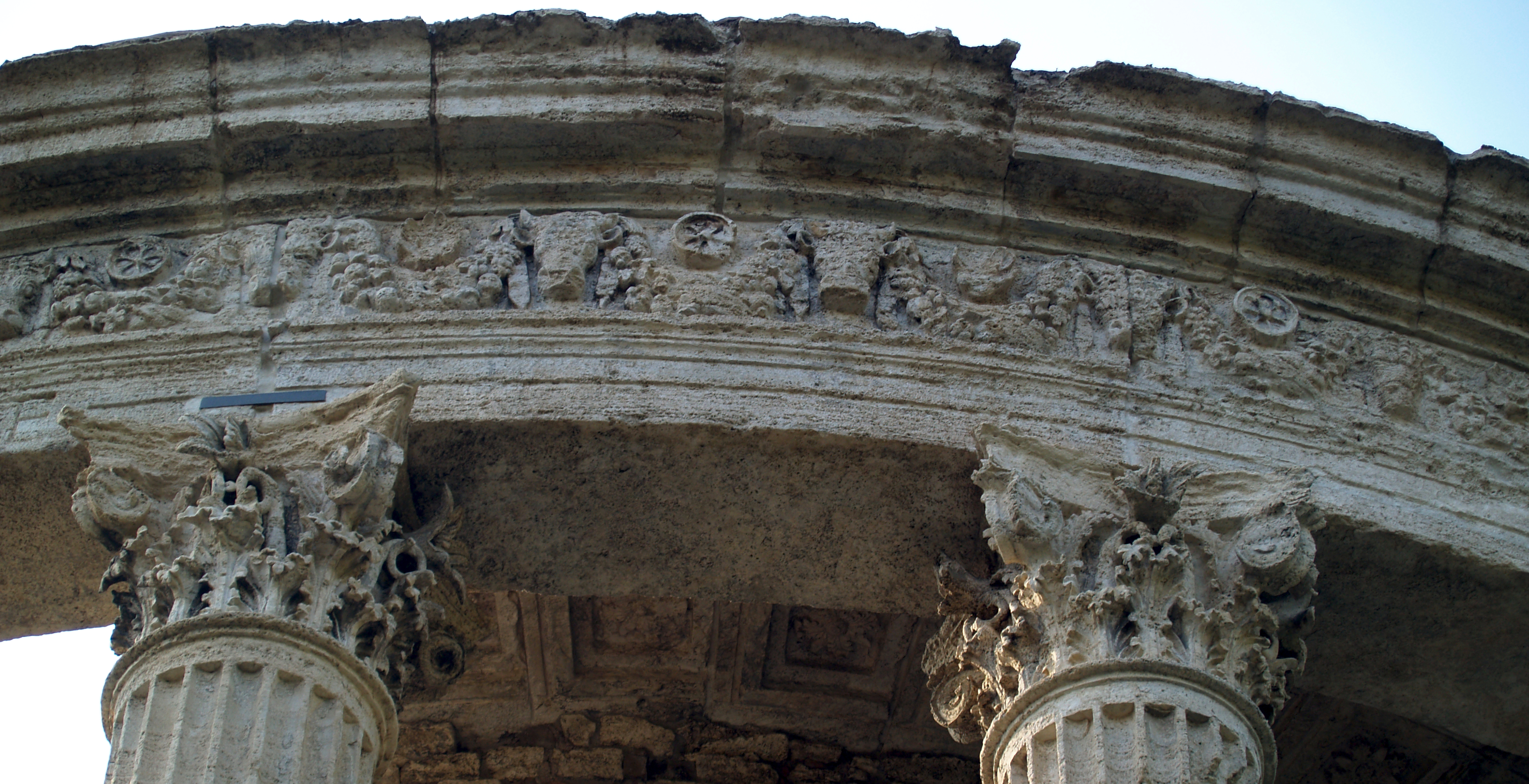
Деталь фриза храма Весты в Тиволи. Конец II в. до н. э.